# Musée d'art Nelson-Atkins
Le musée d'Art Nelson-Atkins (en anglais : Nelson-Atkins Museum of Art), est un musée d'art situé à Kansas City dans le Missouri (États-Unis).
Il conserve l'une des plus importantes collections d'œuvres d'art des États-Unis.

## Historique

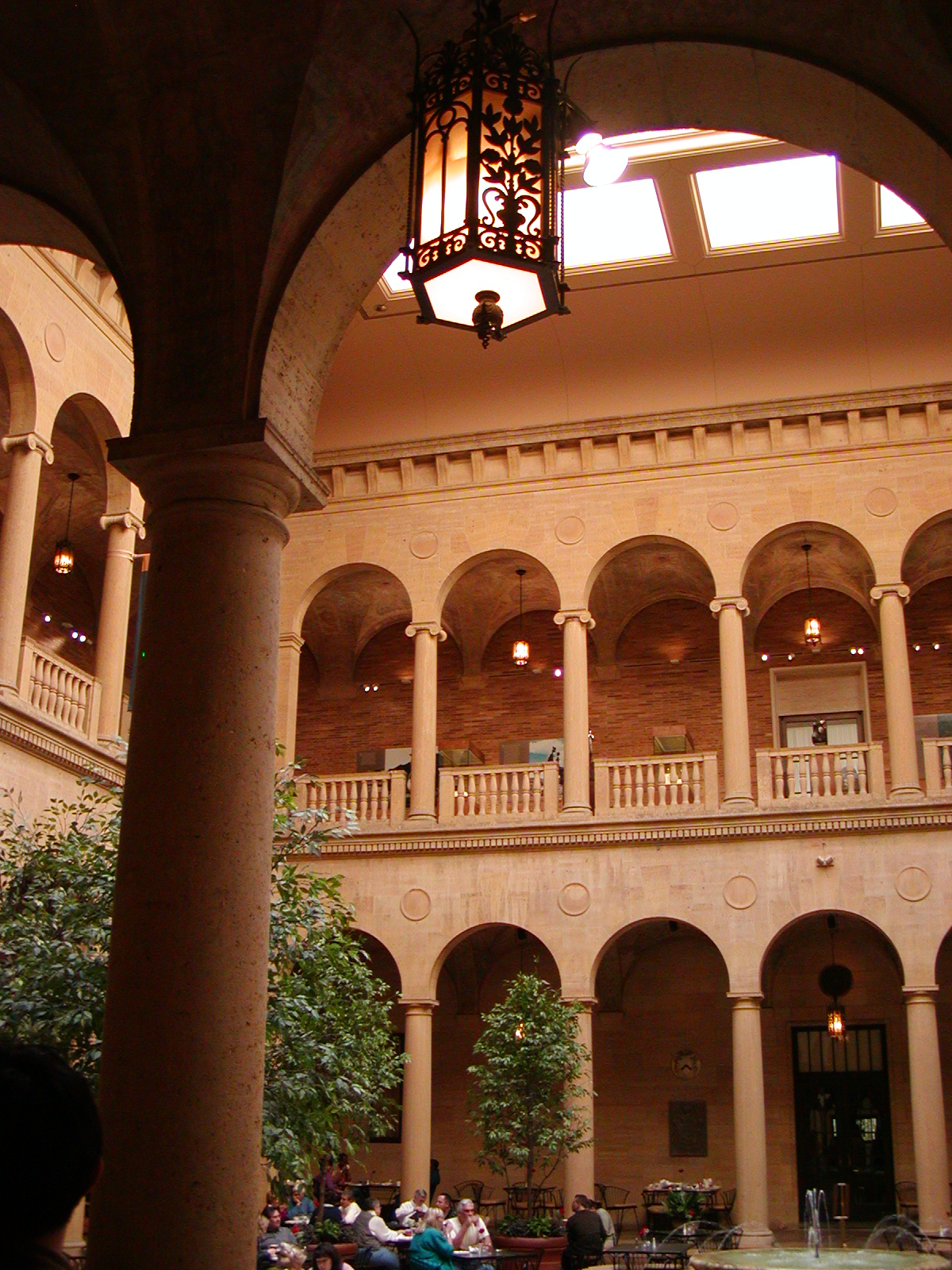
Musée d'Art Nelson-Atkins.

Le musée a été construit sur les terrains du Oak Hall, le siège de l'éditeur du Kansas City Star William Rockhill Nelson. Son testament (1915) stipulait qu'après la mort de sa femme et de sa fille, les recettes de ses biens serviraient à des acquisitions d'œuvres d'art pour la jouissance du public. À peu près au même moment, l'ex-maîtresse d'école Mary Atkins (veuve du spéculateur en lotissement James Burris Atkins) légua 300 000 dollars pour créer un musée de peinture. Le montant s'éleva à 700 000 dollars en 1927. Les plans originaux établis pour deux musées d'art basés sur deux legs séparés (avec le musée Atkins situé à Penn Valley Park). Il fut décidé de combiner les deux legs avec d'autres plus petits pour former une seule grande institution consacrée aux beaux-arts.
Le bâtiment fut dessiné par d'éminents architectes de Kansas City, Thomas et William Wight (qui sont aussi les architectes de la voie d'accès du Liberty Memorial et de Cedar Crest, la demeure gouverneur du Kansas). La première pierre fut posée en 1930, et le musée ouvrit le 11 décembre 1933. Le bâtiment, d'une facture classique académique dans un style très « Beaux-Arts », est largement inspiré par le musée d'art de Cleveland. Thomas Wight, celui des deux frères qui a le plus travaillé sur le style du bâtiment déclara : « Le musée que nous construisons est fondé sur des préceptes classiques parce que le temps a montré leur valeur. On pourrait développer, pour un bâtiment comme celui-là, des principes différents adaptés à l'Amérique, mais de toute manière ça serait expérimental. On n'expérimente pas avec deux millions et demi de dollars. »
Quand le bâtiment fut livré, il avait coûté 2,75 millions de dollars.
Les dimensions d'origine des six étages du bâtiment étaient d'environ 120 mètres de long par 54 mètres de large (390 × 175 pieds), plus vaste que son modèle de Cleveland.
Le musée qui fut appelé localement la Nelson Art Gallery, ou encore Nelson Gallery, était en fait constitué de deux musées jusqu'en 1983 quand il fut officiellement nommé le Nelson-Atkins Museum of Art. Au début l'aile est était appelée l’Atkins Museum of Fine Arts (musée Atkins des beaux-arts), tandis que l'aile ouest et le hall étaient appelés William Rockhill Nelson Gallery of Art.
Sur les murs extérieurs du bâtiment, Charles Keck a créé 23 hauts-reliefs décrivant la marche «civilisatrice» partant vers l'ouest, montrant les caravanes de chariots faisant avancer le front pionnier depuis Westport Landing.
La façade sud du musée représente une structure iconique de Kansas City qui surgit au-dessus d'une série de terrasses sur Brush Creek.
Pratiquement en même temps que la construction du musée, Howard Vandeslice fit don de huit acres (3,2 ha) à l'ouest du musée, le long de l'Oak Street, pour le Kansas City Art Institute, qui déménagea du Deardorf Building situé au 11 de Main Street dans le centre-ville de Kansas City.
Nelson, le principal donateur, apporta de l'argent plutôt qu'une collection personnelle. Les conservateurs eurent donc l'occasion de constituer une collection ex nihilo. Au sommet de la Grande Dépression, le marché international de l'art s'écroula, avec des pièces à vendre, mais elles trouvèrent peu de preneurs. Ainsi les acheteurs du musée se trouvèrent devant un vaste marché. Les acquisitions crûrent rapidement. En très peu de temps, le Nelson-Atkins posséda une des plus importantes collections de peinture dans le pays.
Un tiers de l'aile ouest n'était pas terminée quand le musée ouvrit. Une partie fut complétée en 1941. Le reste du bâtiment fut terminé après la Seconde Guerre mondiale.
De 1954 à 2000, le Jewel Ball qui est le bal des débutants de Kansas City, se tenait tous les mois de juin dans le hall principal. Ce bal a toujours profité au musée et au Kansas City Symphony. Le bal a déménagé temporairement pour permettre le projet d'extension du musée et son retour prévu en 2008 soulève des critiques.

## Extension: le bâtiment Bloch
En 1993, les directeurs du musée commencèrent à penser à un plan d'extension. Ce plan, prévoyant un accroissement de l'espace de 55 %, fut finalisé en 1999.
L'architecte Steven Holl gagna un concours international en 1999 pour son projet d'extension. Le concept de Steven Holl était de construire cinq tours de verre sur la partie est du bâtiment. L'architecte les appela « lentilles », et elles augmentent la surface de 15 300 mètres carrés (165 000 pieds carrés), toutes portant le nom, à l'exception de celle en sous-sol, d'aile Bloch, du nom de H&R Block, le cofondateur Henry W. Bloch. L'aile Bloch accueille le musée d'Art contemporain, d'Art africain, de photographie et des expositions temporaires, aussi bien qu'un nouveau café, la bibliothèque du musée et une cour où sont exposées les sculptures de l'artiste Isamu Noguchi. Cette extension (d'un coût d'environ 95 millions de dollars) a ouvert le 9 juin 2007, et représente une partie des 200 millions de dollars qui ont servi à la restauration du musée comprenant le Ford Learning Center, lieu de cours, de workshops et de source de références pour les étudiants et les enseignants, qui a ouvert à l'automne 2005.

Panorama de Nelson-Atkins.

Lors du concours d'extension, tous les participants sauf le lauréat proposèrent de créer une aile moderne au nord du bâtiment qui aurait profondément altéré ou obscurci la façade nord qui fut l'entrée principale du musée. En revanche, Steven Holl proposa de placer la nouvelle aile sur le côté est, perpendiculairement à l'entrée du musée. Les lentilles de Holl forment une avancée sur le côté est du terrain.
Alors qu'ils étaient encore sur la planche de travail, les plans de Steven Holl nourrissait déjà la controverse. Ils furent décrits comme « une grotesque boîte en métal. » Cependant les revues de la nouvelle structure ont en général été élogieuses. Nicolai Ouroussoff (en), un critique du New York Times donna cette description : « Le résultat de ce bâtiment, défiant moins le passé qu'il ne suggère une vue mondiale alternative, comme il y a toujours lors d'un décalage. Depuis la place nord, l'entrée de la nouvelle aile garde une idée de douce déférence par rapport au vieux bâtiment. La forme cristalline est comme un écho fantomatique en réponse à l'austère façade en pierre. De là, l'œil glisse vers les différents blocs translucides déjà reliés et en partie enterrés. »
Le musée va contre la pensée traditionnelle de conservation, ce qui permet à la lumière de venir illuminer les œuvres depuis les lentilles. La plupart des galeries de l'extension sont, sous le niveau du sol, coiffées par des tours en verre de 27 à 34 pieds (8 à 10 mètres) de haut. Les conservateurs disent que les avancées en matière de technologie du verre permettent de filtrer la plupart des rayons ultraviolets qui pourraient nuire aux œuvres. »
L'entrée du musée se fait maintenant par l'aile Bloch. Un bassin réfléchissant est maintenant disposé devant la façade nord : en conséquence, un moulage du Penseur de Rodin qui se trouvait là a été déplacé.

## Collections

### La peinture européenne
La collection de peinture européenne est très prisée. Elle comporte des œuvres du Caravage (dont le fameux Saint Jean-Baptiste au désert), de Chardin, de Petrus Christus, du Greco, du Guerchin, d'Alessandro Magnasco, de Giuseppe Bazzani, de Corrado Giaquinto, de Cavaliere d'Arpino, de Gaspare Traversi, de Giuliano Bugiardini, de Titien, de Rembrandt, de Rubens, de Joachim Wtewael, de Sebastiano Ricci, ainsi que des impressionnistes Auguste Renoir, Gustave Caillebotte, Edgar Degas, Claude Monet, Vincent van Gogh (Le Restaurant Rispal à Asnières) et de Mary Cassatt, entre autres.

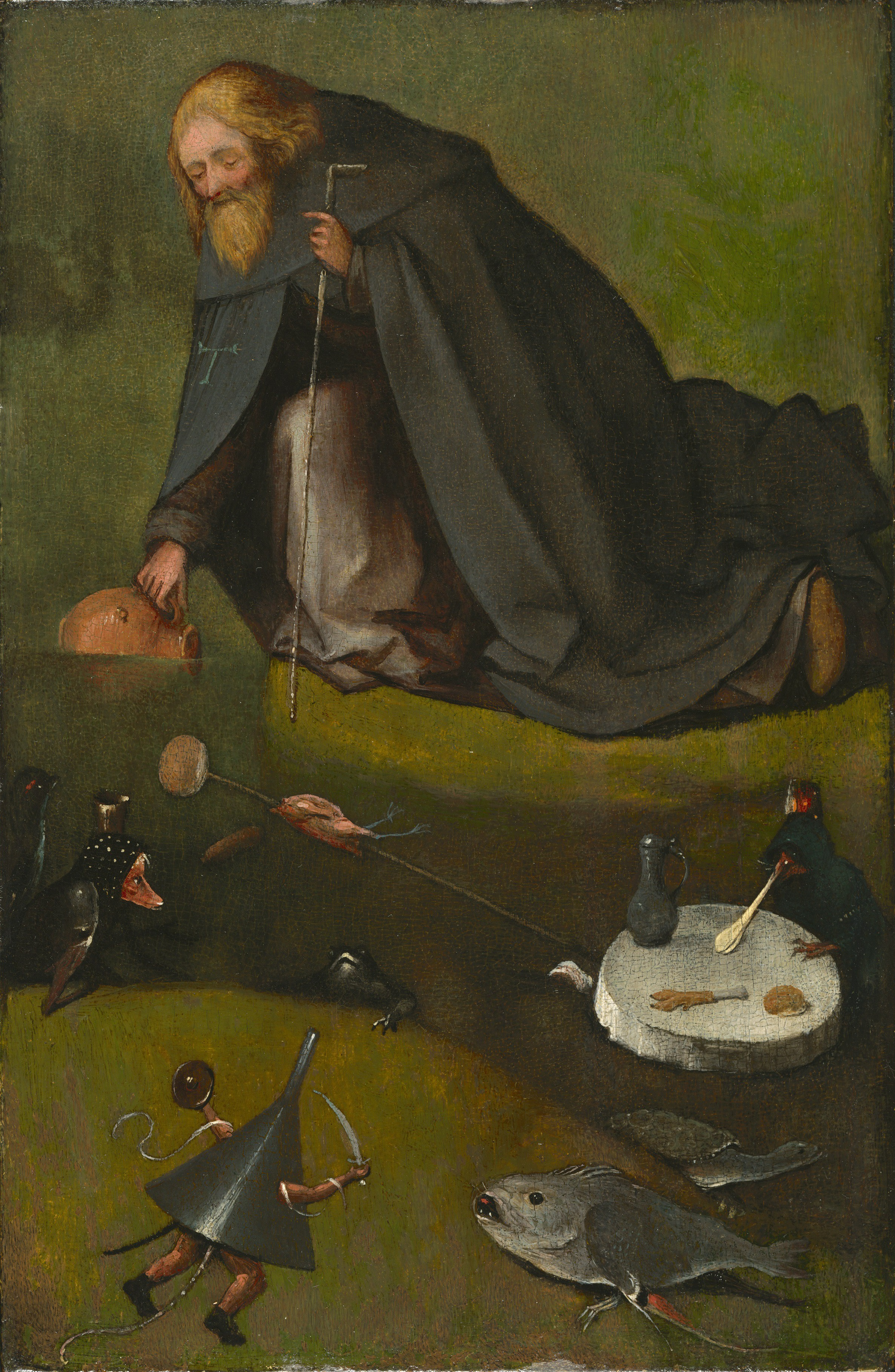
Jérôme Bosch, La Tentation de saint Antoine, vers 1500-1510.
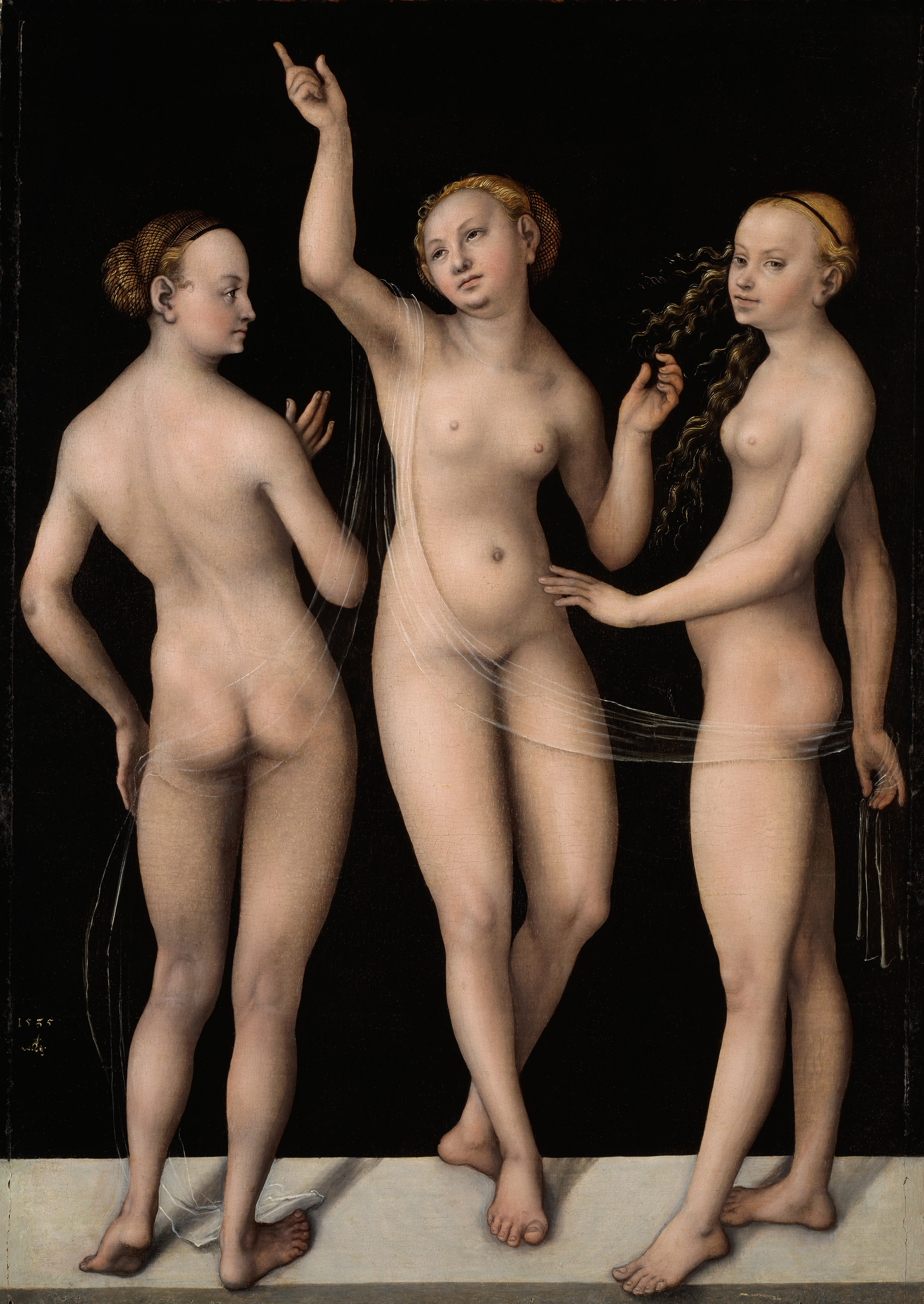
Lucas Cranach l'Ancien, Les Trois Grâces, 1535.
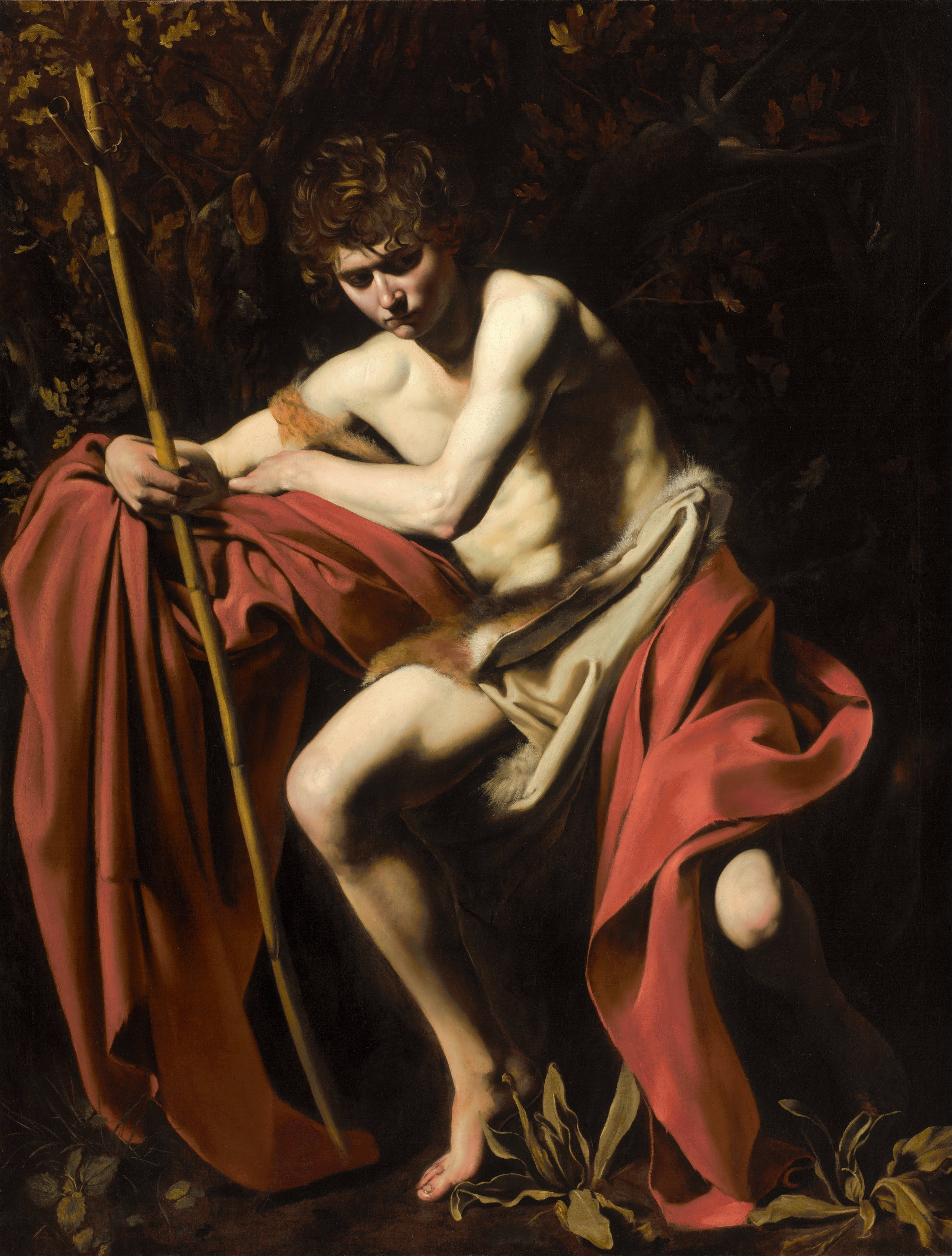
Le Caravage, Saint Jean-Baptiste au désert, 1604-1605.
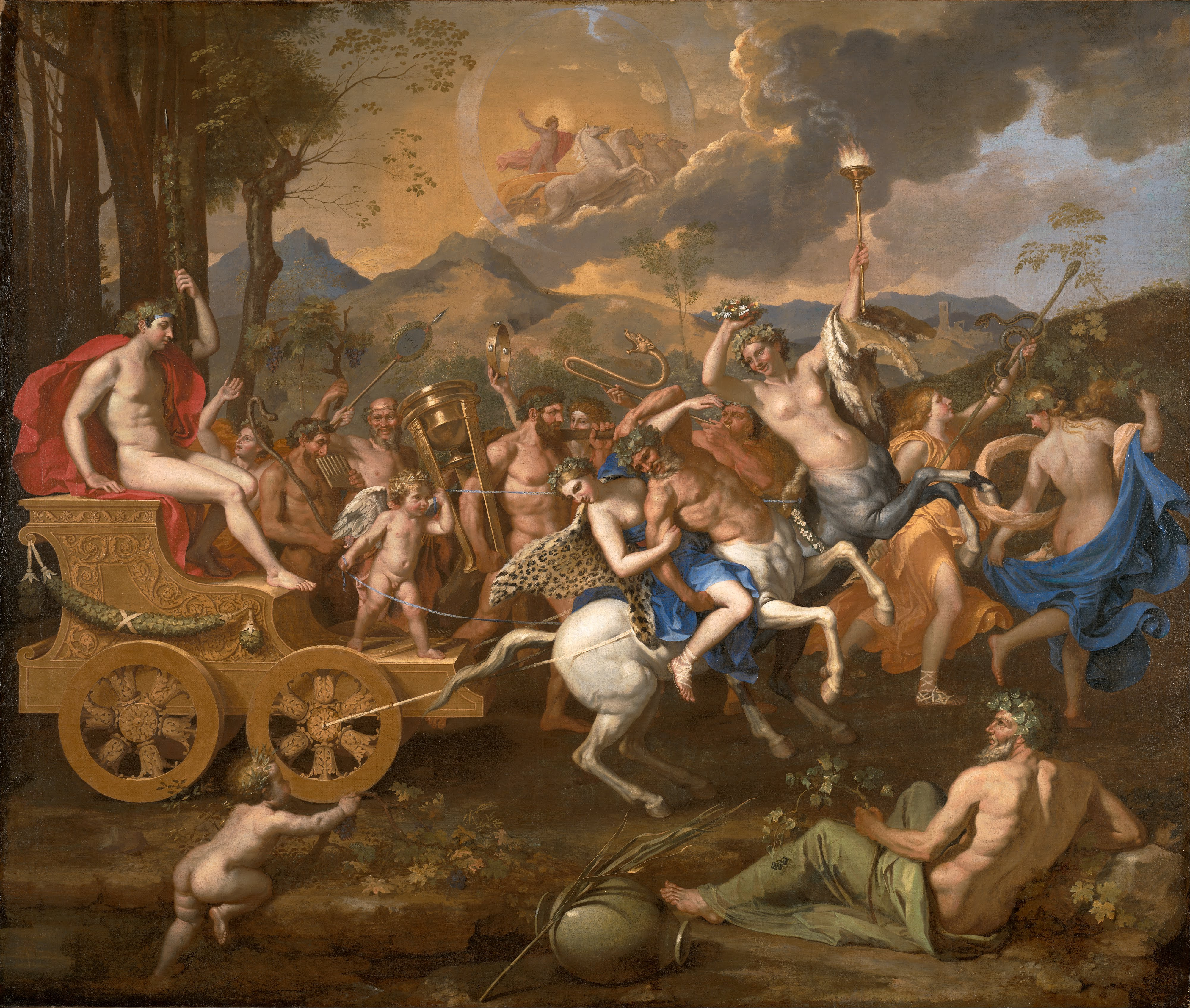
Nicolas Poussin, Le Triomphe de Bacchus, 1635-1636.
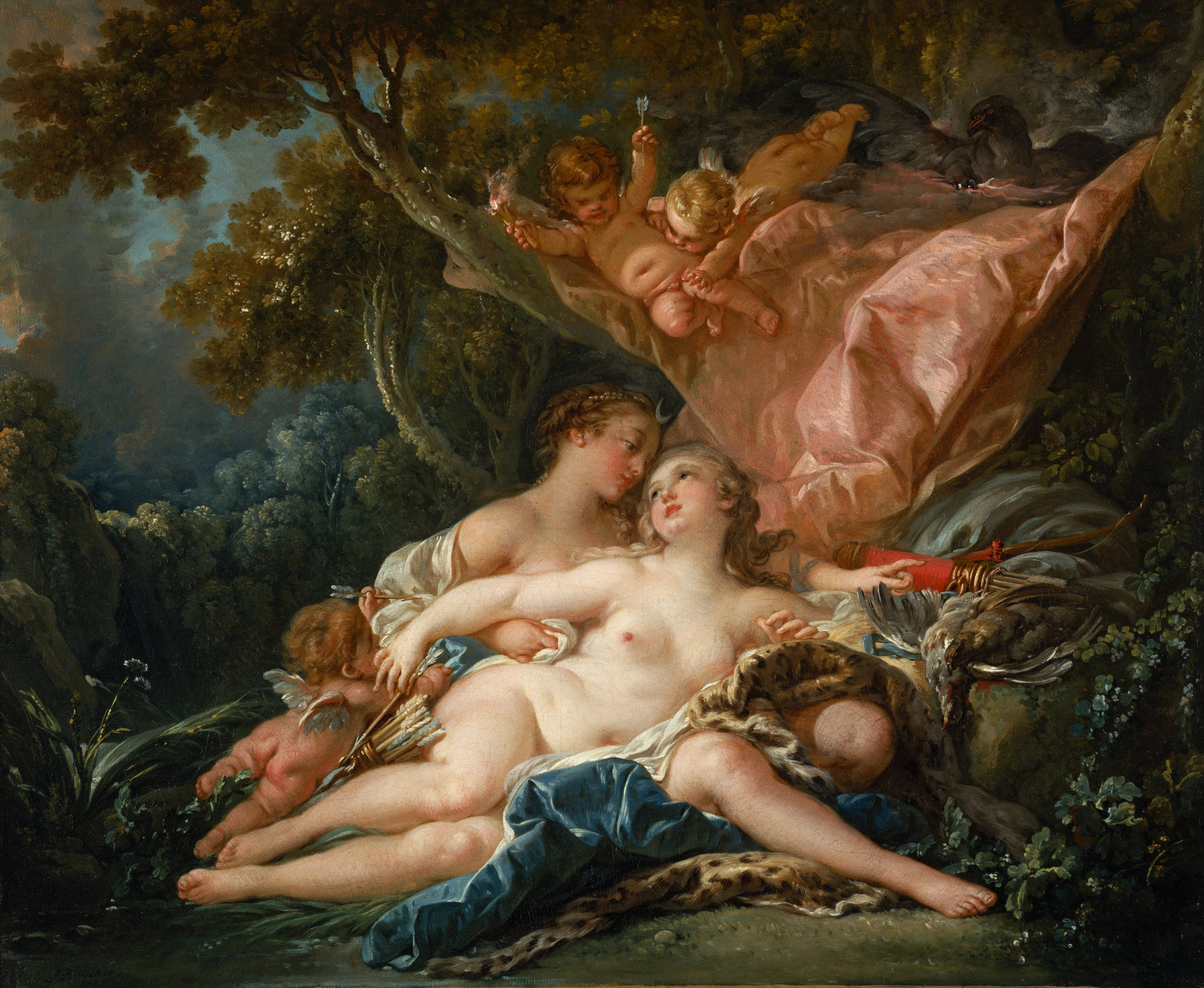
François Boucher, La Nymphe Callisto, séduite par Jupiter sous les traits de Diane, 1759.
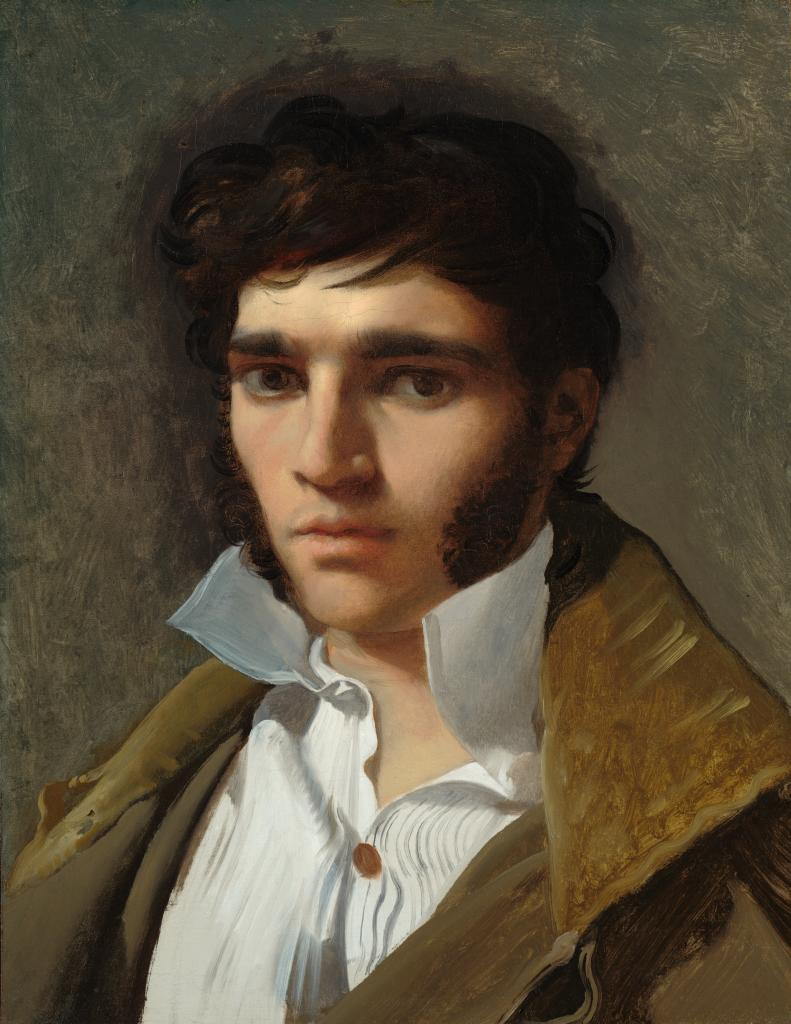
Jean-Auguste-Dominique Ingres, Portrait du sculpteur Paul Lemoyne, vers 1810-1811.
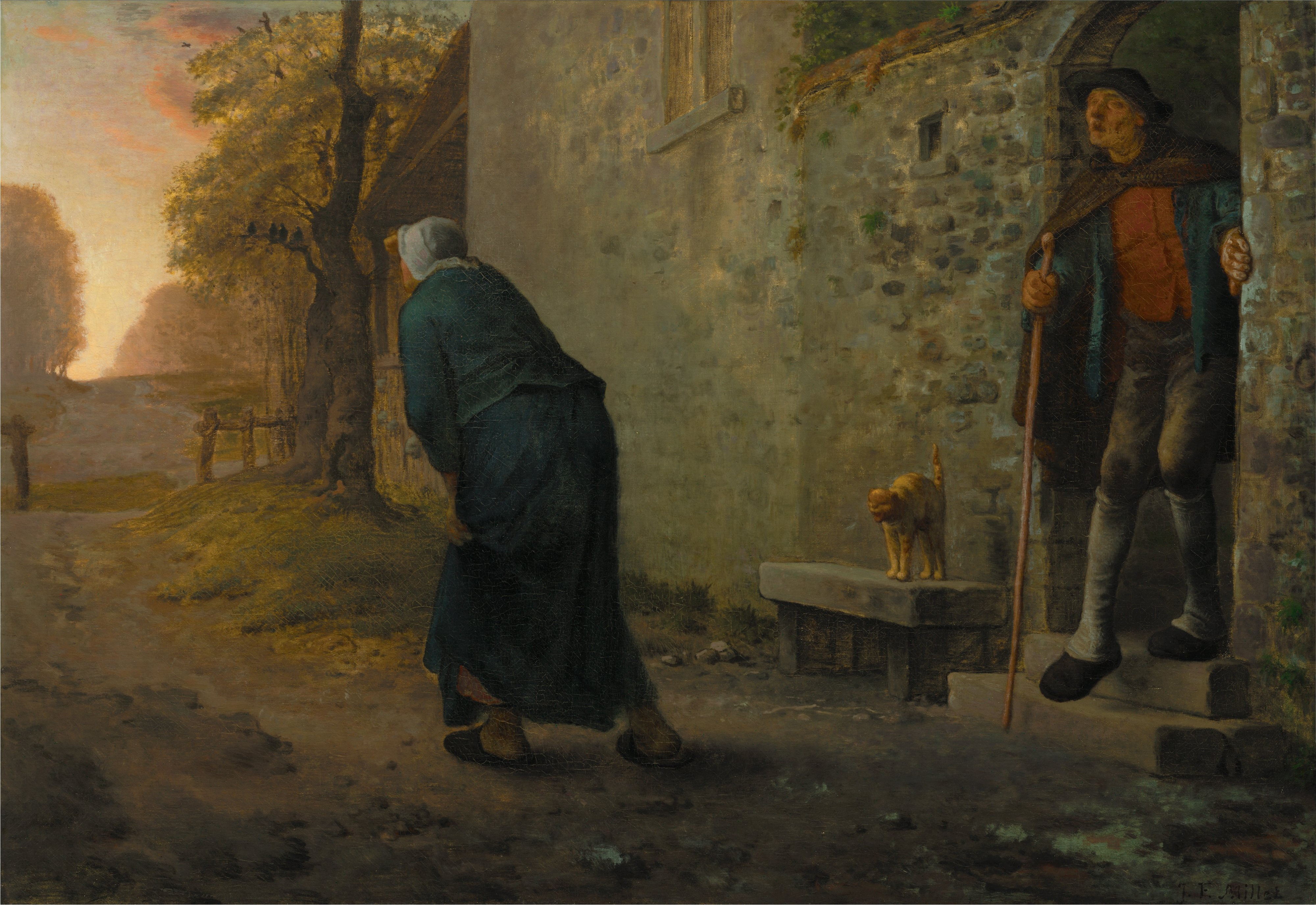
Jean-François Millet, L'Attente, vers 1853-1861.
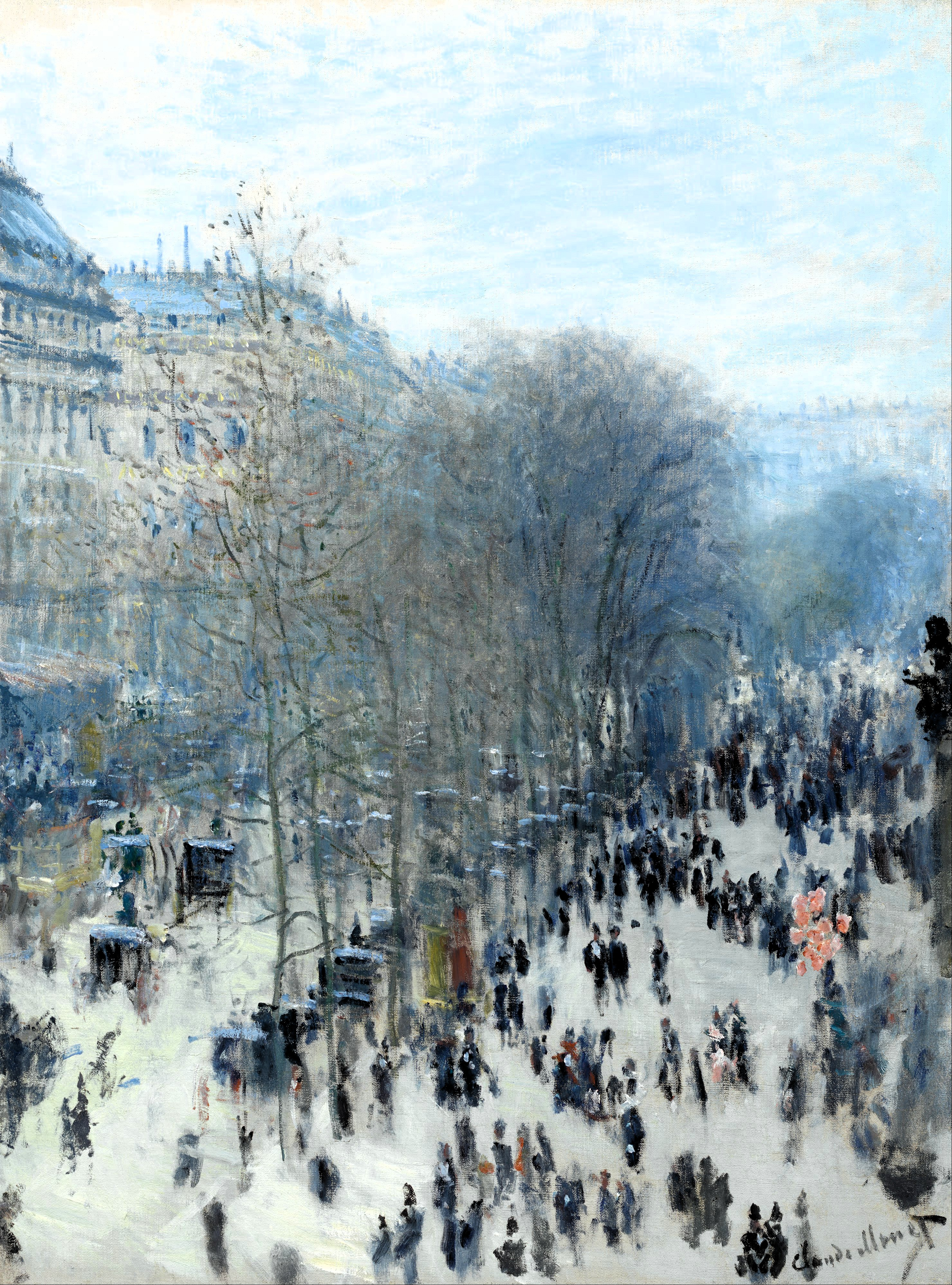
Claude Monet, Boulevard des Capucines, 1873.
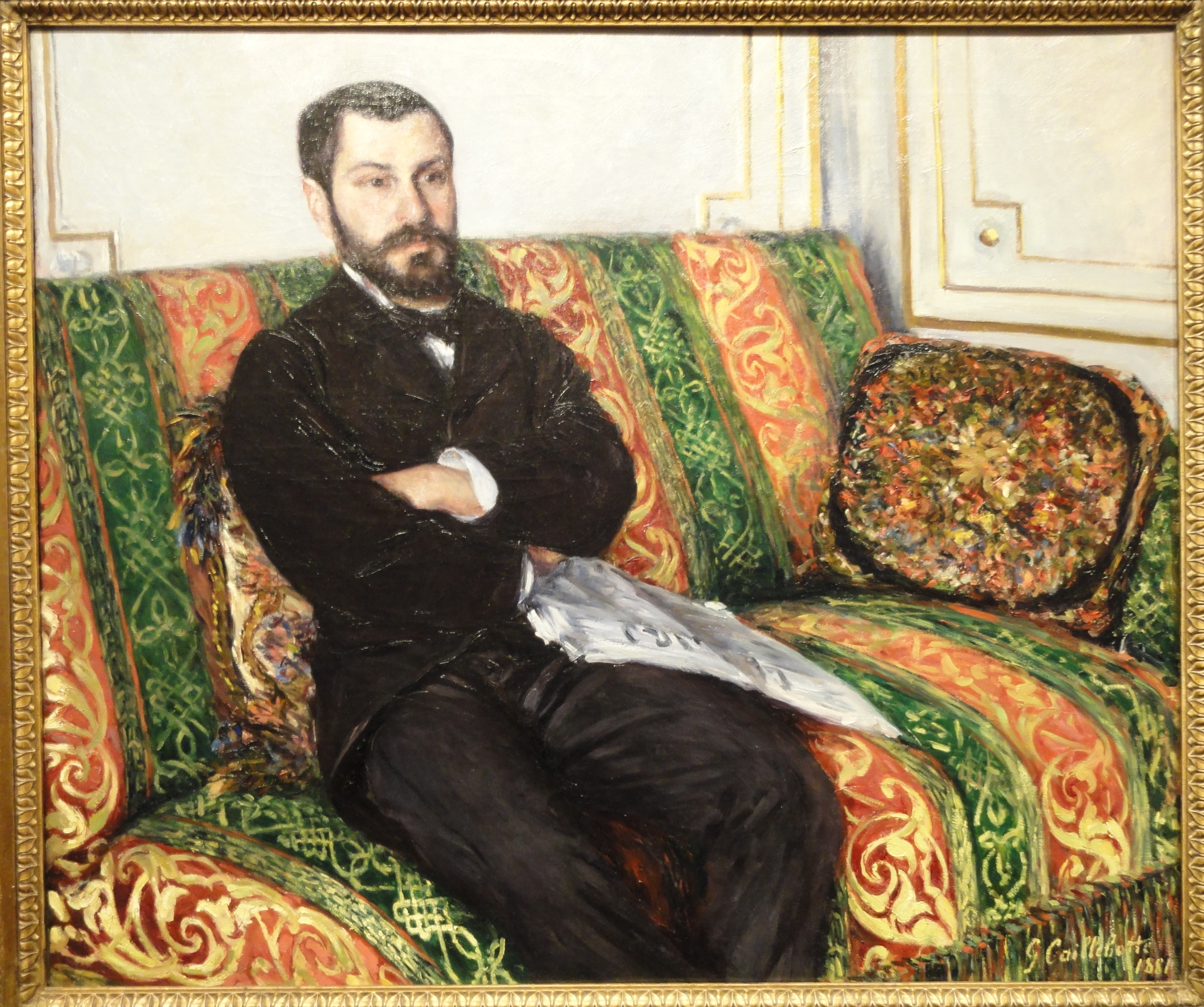
Gustave Caillebotte, Portrait de Richard Gallo, 1881.
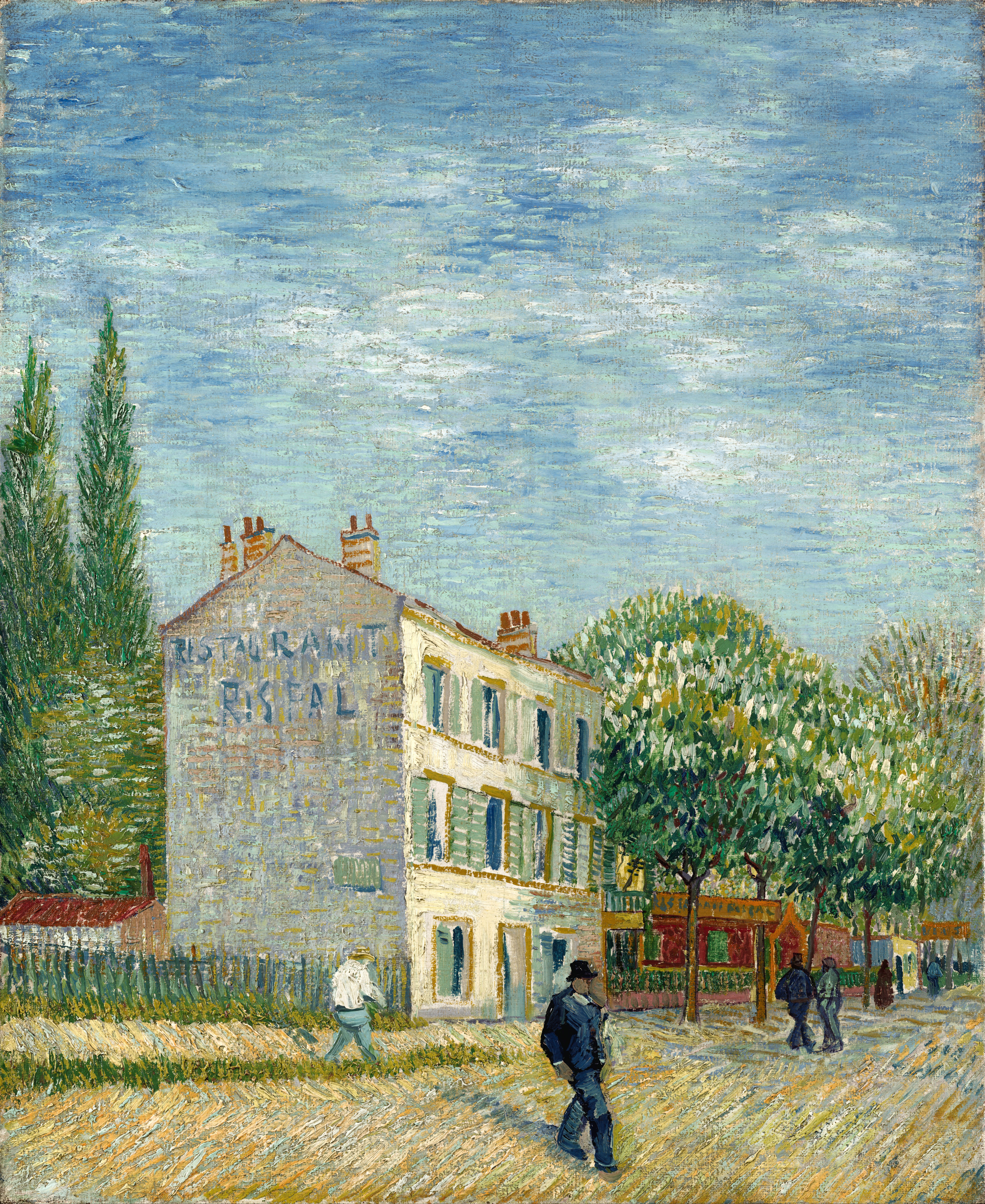
Vincent van Gogh, Le Restaurant Rispal à Asnières, 1887.

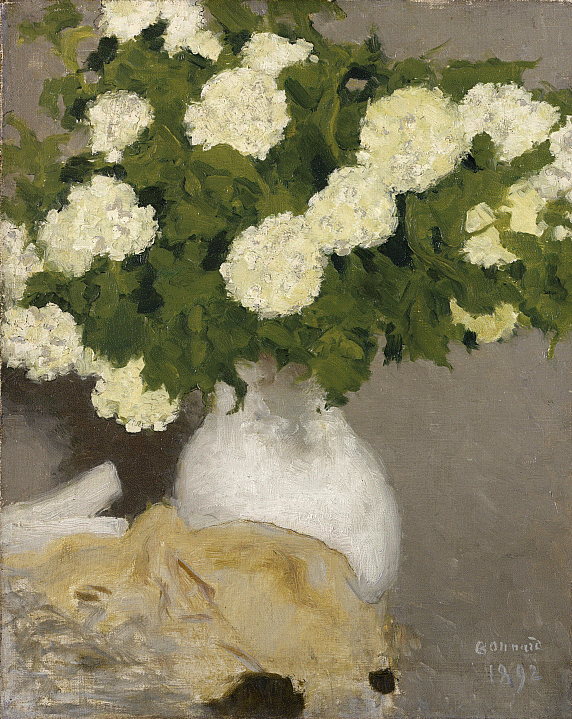
Les Boules de neige par Pierre Bonnard.

Le musée compte plusieurs peintures volées ou confisquées pendant la Seconde Guerre mondiale à des collectionneurs juifs par les nazis qui les vendaient ulérieurement à des prix nettement inférieurs à leur valeur. Après le conflit, le musée a entrepris des recherches pour retrouver les propriétaires (ou leurs descendants) des œuvres incriminées pour qu'elles leur soient restituées ou, avec l'accord des parties, conservées et exposées par le musée. À cet égard, un des tableaux que possède encore le musée est Les Boules de neige de Pierre Bonnard, confisquée au banquier David David-Weill pendant la guerre et entreposée dans les mines de la commune autrichienne d'Altaussee avant sa vente frauduleuse.

### L'Asie
Le musée se distingue pour son importante collection d'art asiatique, en particulier de Chine impériale. La plupart de ces pièces furent acquises au début du XXe siècle par Laurence Sickman, alors membre d'Harvard en Chine. En plus de l'art chinois, la collection possède des pièces du Japon, d'Inde, d'Iran, d'Indonésie, de Corée, du Sud-Est asiatique ainsi que de l'Asie du sud.

### La peinture américaine
La collection de peinture américaine comporte la plus grande collection ouverte au public d'œuvre de Thomas Hart Benton, qui vit d'ailleurs à Kansas City. Dans cette collection se trouvent des œuvres majeures de George Bellows, George Caleb Bingham, Frederic Church, John Singleton Copley, Thomas Eakins, Winslow Homer et John Singer Sargent.

### La photographie
En 2006, Donald J. Hall Sr. (en), le président de Hallmark Cards, fit don de l'intégralité de la collection de photographies de Hallmark, couvrant ainsi l'histoire de la photographie depuis 1839 à maintenant. C'est surtout une collection centrée sur l'Amérique, montrant les travaux de photographes comme Southworth & Hawes, Carleton Watkins, Timothy O'Sullivan, Alvin Langdon Coburn, Alfred Stieglitz, Dorothea Lange, Harry Callahan, Lee Friedlander, Andy Warhol et Cindy Sherman entre autres.

### Parc de sculptures de Kansas City
À l'extérieur, sur les immenses pelouses entourant le musée, le parc des sculptures de Kansas City présente la plus importante collections américaines de bronzes monumentaux d'Henry Moore. Mais le parc comporte aussi des œuvres d'Alexander Calder, d'Auguste Rodin, de George Segal et de Mark di Suvero entre autres. Parmi celles-ci, le parc (et donc le musée) est connu pour les sculptures démesurées représentant des volants de badminton, exécutées par les artistes Claes Oldenburg et Coosje van Bruggen.

### Autres collections
Le musée comporte aussi des collections d'arts décoratifs et de travaux sur papier européens et américains, des antiquités égyptiennes, grecques et romaines, de la peinture et de la sculpture moderne et contemporaine, de l'art précolombien, africain, océanien et des Amériques. Tout autant, le musée héberge une collection majeure de poterie anglaise ainsi qu'une autre de miniatures.

### Sources
- (en) Cet article est partiellement ou en totalité issu de l’article de Wikipédia en anglais intitulé « Nelson-Atkins Museum of Art » (voir la liste des auteurs).